# Kondolenční kniha
Kondolenční kniha je kniha, do níž lidé svými podepsanými vzkazy nebo pouze autogramy vyjadřují lítost nad úmrtím osoby a úctu k ní. Uživatelům internetu mohou být k dispozici také virtuální kondolenční knihy. Bylo tomu tak například po úmrtí princezny Diany (31. srpna 1997). Po ukončení podepisování do kondolenční knihy dojde k jejímu předání pozůstalým po zesnulé osobě.